# Chaczkar w Białymstoku
Chaczkar w Białymstoku – ormiańska kamienna stela ustawiona w 2021 roku przy cerkwi św. Jerzego w Białymstoku.

## Historia
Chaczkar poświęcony był dwukrotnie: przez prawosławnego arcybiskupa białostockiego i gdańskiego Jakuba (Kostiuczuka) 6 maja 2021 podczas uroczystej procesji sakralnej wokół cerkwi oraz 19 września tego samego roku podczas specjalnej uroczystości związanej również z uroczystym odsłonięciem pomnika, na którą zaproszono m.in. ambasadora ormiańskiego w Polsce Samwela Mykyrtcziana.
Chaczkar powstał z inicjatywy rodziny Oksena Sahakyana, polskiego Ormianina, ufundowała go białostocka społeczność ormiańska należąca do parafii św. Jerzego, w celu upamiętnienia Ormian, którzy zginęli podczas ludobójstwa w 1915 oraz podczas wojny o Górski Karabach.

## Opis
Chaczkar został wykonany z armeńskiego tufu wulkanicznego i ma typowe cechy, w tym misternie rzeźbioną tzw. plecionkę, charakterystyczną dla pomników, które powstają na terenie Armenii. W jego dolnej części znajduje się napis w języku ormiańskim oraz dwie tablice w języku polskim. 
Tablica z lewej strony
ORMIAŃSCY CHRZEŚCIJANIE
WIERZĄ, ŻE KRZYŻ, Z KTÓREGO
ZDJĘTO CHRYSTUSA, WYPUŚCIŁ
PĘDY I POKRYŁ SIĘ LIŚĆMI,
STAJĄC SIĘ DRZEWEM ŻYCIA.
WSZYSCY, KTÓRZY WIERZĄ
W ZMARTWYCHWSTANIE,
WIERZĄ, ŻE PRZYSZŁO ONO
PRZEZ KRZYŻ. NIECH NARÓD,
KTÓRY GO CZCI, BĘDZIE
BŁOGOSŁAWIONY PRZEZ
ZMARTWYCHWSTAŁEGO
Tablica z prawej strony
PAMIĘCI OFIAR
LUDOBÓJSTWA ORMIAN
ORAZ POLEGŁYM
W BITWIE O ARCACH,
ODDANYM SYNOM
NARODU
ORMIAŃSKIEGO